# Irrigon (Oregón)
Irrigon es una ciudad ubicada en el condado de Morrow en el estado estadounidense de Oregón. En el año 2000 tenía una población de 1,702 habitantes y una densidad poblacional de 530 personas por km².

## Geografía
Irrigon se encuentra ubicada en las coordenadas 45°53′45″N 119°29′34″O / 45.89583, -119.49278.

## Demografía
Según la Oficina del Censo en 2000 los ingresos medios por hogar en la localidad eran de $35,799 y los ingresos medios por familia eran $35,573. Los hombres tenían unos ingresos medios de $29,435 frente a los $21,953 para las mujeres. La renta per cápita para la localidad era de $14,600. Alrededor del 13.8% de la población estaban por debajo del umbral de pobreza.